# Zonosaurus haraldmeieri
Zonosaurus haraldmeieri är en ödleart som beskrevs av den franske biologen Édouard-Raoul Brygoo och den tyske herpetologen Wolfgang Böhme 1985. Zonosaurus haraldmeieri ingår i släktet Zonosaurus, och familjen sköldödlor. IUCN kategoriserar arten globalt som nära hotad. Inga underarter finns listade.

## Utbredning
Zonosaurus haraldmeieri förekommer endemiskt på Madagaskar, där den hittats i bergen vid Joffreville.